# 靴をなくした天使
『靴をなくした天使』（英: Hero, ビデオ発売時タイトル『ヒーロー/靴をなくした天使』）は1992年制作のアメリカ映画。真のヒーロー（英雄）とは何かというテーマをコメディタッチで描く。

## ストーリー
テレビキャスターのゲイル（ジーナ・デイヴィス）は報道の授賞スピーチでタマネギを取り出し、「苦労して追求を続け、"真実"がなかったとしたら、空しい“お話”の山が残るだけ。跡形もなくなるまで皮をむき、すべてを台無しにしてしまう。私たちが求めてる"真実の話"は人の弱さの暴露ではなく、人の持つすばらしい側面を浮き彫りにするような"話'。感動的な"物語"であるはず」と語って喝采を浴びる。
主人公バーニー（ダスティン・ホフマン）は、犯した罪で裁判所から収監命令を待つ身。バーニーの公選弁護士は、地方判事から情状酌量を得るため、別れた妻のもとにいる息子に繰り返し会うなど「よき父親像」を演じるようアドバイスするが、バーニーはその弁護士の財布からカネをくすねるなど反省の色は全くない。帰宅後も盗品の売買や拾ったクレジットカードのヤミ取り引きを続けるバーニーだが、土砂降りの雨の中を壊れかけのクルマで息子に会いに行く途中、目の前で飛行機が墜落。沼地に半分埋まった飛行機から嫌々ながら乗客たちを救出する。しかし、泥の中で100ドルもする靴の片方をなくした上に約束の時間に遅れ、消防士と付き合っている別れた妻の逆鱗に触れて息子ジョーイに会わせてもらえない。
一方、授賞式の帰り、事故機に乗り合わせていたゲイルは、自分を含めて多数の乗客を救出し、名前も告げずに靴だけを残して去った「ヒーロー」を探すため、テレビで大キャンペーンを展開。「もう片方の靴を持っている謎の救出者は今どこに！」と、名乗り出た人物には100万ドルの賞金を出すという企画まで飛び出して、全米マスコミは謎のヒーロー探しに沸騰する。
そんな騒ぎも知らないバーニーは、クルマが壊れて途方に暮れているところを乗せてくれた車上生活者ババ（アンディ・ガルシア）がホームレスにあげるというので、残った靴を渡し、飛行機事故の自慢話をする。
その後、クレジットカード売買のおとり捜査で拘置所送りになったバーニーは、所内のテレビでようやく「ヒーロー」探しの狂騒を知り「オレがヒーローだ！億万長者だ！」と狂喜するが、信じる者などいない。なすすべもなくテレビを眺めるバーニーに届く「ヒーロー発見」の報。名乗り出たのはなんと証拠の靴を持ったババだった。ホームレスから一転して時の人となったババは、良心の呵責に耐えながら「ヒーロー」を演じ続ける。やがて保釈されたバーニーは、ババになんとか接触しようとする。
ババはテレビでホームレスの救済を訴え、瀕死の病人を治す奇跡まで起こす。彼の行動は多くの人々に感銘を与え、彼とゲイルの間には愛情が芽生え始める。だが、ババの罪悪感は募り、ついには飛び降り自殺をはかる。ゲイルはバーニーがババをゆすっていると睨んでいてゲイルを連れて行き説得させる。バーニーはババにある取引を提案する。真実を公表しないが、代りに息子の学費を負担せよ、と。ジョンは承知し、自殺を思いとどまる。その後バーニーは動物園で息子にだけ本当のことを話すと「でもなんで人助けを？パパの主義に反するじゃない」「魔が差したんだ」。その時、「誰か助けて！娘がライオンの檻に落ちたの！」という声が…。

## キャスト
| 役名                               | 俳優                                  | 日本語吹替                                                                                 | 日本語吹替 |
| 役名                               | 俳優                                  | ソフト版                                                                                   | 日本テレビ版 |
| ---------------------------------- | ------------------------------------- | ------------------------------------------------------------------------------------------ | --- |
| バーナード・“バーニー”・ラプラント | ダスティン・ホフマン                  | 佐古正人                                                                                   | 野沢那智 |
| ゲイル・ゲイリー                   | ジーナ・デイヴィス                    | 土井美加                                                                                   | 塩田朋子 |
| ジョン・ババ                       | アンディ・ガルシア                    | 江原正士                                                                                   | 江原正士 |
| エヴェリン・ラプラント             | ジョーン・キューザック                | さとうあい                                                                                 | 小宮和枝 |
| チャッキー                         | ケヴィン・J・オコナー                 | 鈴置洋孝                                                                                   | 島田敏 |
| ウィンストン                       | モーリー・チェイキン                  | 円谷文彦                                                                                   | |
| ジェームズ・ウォレス               | スティーヴン・トボロウスキー          | 嶋俊介                                                                                     | 山野史人 |
| コンクリン                         | クリスチャン・クレメンソン            | 千田光男                                                                                   | 中田和宏 |
| チック                             | トム・アーノルド                      | 山口嘉三                                                                                   | |
| ゴーインズ判事                     | ウォーレン・バーリンガー              | 緒方賢一                                                                                   | 富田耕生 |
| レスリー乗務員                     | キャディ・ハフマン                    | 叶木翔子                                                                                   | |
| ドナ・オディ                       | スージー・キューザック                | 日野由利加                                                                                 | 吉田美保 |
| ジョーイ                           | ジェームズ・マディオ                  | 石川秀樹                                                                                   | 大谷育江 |
| ディーク                           | チェビー・チェイス （クレジットなし） | 山野史人                                                                                   | 小川真司 |
| その他                             |                                       | 中村秀利 中庸助 糸博 簗正昭 達依久子 仲木隆司 亀井芳子 佐藤祐四 平井誠一 佐藤ユリ 稲葉祐貴 | 相沢正輝 後藤敦 大黒和広 中博史 沢海陽子 伊藤和晃 佐藤美智子 小野英昭 清水馨 荒川太郎 小野美幸 柳沢栄治 石波義人 喜田あゆ美 増田ゆき 林玉緒 |
|                                    |                                       |                                                                                            | |
| 演出                               |                                       | 山田悦司                                                                                   | 蕨南勝之 |
| 翻訳                               |                                       | 岩本令                                                                                     | 伊原奈津子 |
| 調整                               |                                       | 荒井孝                                                                                     | 桑原邦男 |
| プロデュース                       |                                       | 吉岡美惠子                                                                                 | |
| 制作担当                           |                                       | 神部宗之 菊地由香                                                                          | |
| 効果                               |                                       |                                                                                            | VOX |
| 制作                               |                                       | 東北新社                                                                                   | コスモプロモーション |
| 初回放送                           |                                       |                                                                                            | 1997年5月23日 『金曜ロードショー』 |